# Emilio Colombo
Emilio Colombo (11 tháng 4 năm 1920 – 24 tháng 6 năm 2013) là chính trị gia người Ý và là Thủ tướng Ý từ năm 1970 đến năm 1972. Ngoài việc giữ các chức vụ hàng đầu trong chính phủ Ý, ông còn là Chủ tịch Nghị viện Châu Âu. Năm 2003, ông được bổ nhiệm làm Thượng nghị sĩ trọn đời cho tới khi ông qua đời. Trong 5 năm đầu làm Thượng Nghị sĩ, ông là chính trị gia độc lập. Từ năm 2008 đến khi ông mất vào tháng 6 năm 2013, Colombo là thành viên của nhóm Tự trị, được thành lập chủ yếu bởi những người được bầu ở Trentino-Nam Tirol.